# 8대 닥터
8대 닥터 (Eighth Doctor, 여덟 번째 닥터)는 영국 BBC의 텔레비전 SF 드라마 《닥터 후》의 주인공인 닥터의 생애 중 하나이다. 배우 폴 맥갠이 배역을 맡았다. 드라마 설정상 닥터는 갈리프레이 행성 출신의 외계 종족 타임로드로, 타디스란 타임머신을 타고 동행자와 함께 시공간을 여행한다. 닥터는 죽음에 직면하면 재생성을 거치며, 닥터의 모습과 성격이 변화하게 된다.
1996년 TV 영화 닥터 후에서 처음 등장한 닥터이다. 1989년 TV 드라마의 방영 중단 이래 드라마를 부활시키기 위한 노력의 일환으로 영화판이 제작되었으나, 본 시리즈의 제작으로 이어지지는 못하면서 8대 닥터가 주연으로 등장하는 에피소드는 딱 한 편에 불과하게 되었다. 다만 스핀오프 시리즈의 확장 세계관에서 그 활약을 이어가면서 70개가 넘는 오디오극이 제작되기도 하였다. 2013년에는 미니에피소드 "The Night of the Doctor"에 출연하면서 정식 닥터로서의 대우를 다시금 확인받게 되었고, 동시에 워 닥터 (존 허트)로 재생성하는 과정이 다뤄지면서 그 최후도 묘사될 수 있었다.
폴 맥갠이 맡은 8대 닥터는 열정적이고 활발하며 별난 성격으로 묘사된다. 유일한 동행자로 영화판에서 등장한 그레이스 홀로웨이 (대핀 애시브룩)이 있는데, 병원 의사로서 자신이 집도한 수술로 닥터가 8대 닥터로 재생성하는 계기를 부여한 인물이기도 하다. 이후 제작된 오디오극, 소설판, 코믹스판에서는 또다른 동행자가 소개되기도 하는데 자신처럼 에드워드 시대의 복장을 하고 다니는 찰리, 외계인 데스트리, 현대의 지구에서 건너온 루시와 샘이 있다.

## 같이 보기
- 닥터 후의 역사